# Prêmio Globo de Melhores do Ano de melhor cantor
O Prêmio Globo de Melhores do Ano para Melhor Cantor foi um prêmio anual entregue pela TV Globo ao cantor que mais se destacou no ano. Entre 1995 e 2019, a premiação foi realizada durante o Domingão do Faustão, passando a ser realizada a partir de 2021 pelo Domingão com Huck.

## História
Apesar da premiação ser realizada desde 1995, a categoria foi realizada pela primeira vez em 1999, sendo retirada em 2012. Em 2013, a categoria voltou a lista da premiação.

## Vencedores e indicados
|  | Indica o vencedor |

### Década de 1990
| Ano           | Artista | Ref. |
| ------------- | ------- | ---- |
| 1999          |         |      |
| Agnaldo Rayol | [ 2 ]   |      |

### Década de 2000
| Ano                 | Artista | Ref. |
| ------------------- | ------- | ---- |
| 2000                |         |      |
| Daniel              | [ 2 ]   |      |
| 2001                | [ 2 ]   |      |
| Alexandre Pires     | [ 2 ]   |      |
| 2002                | [ 2 ]   |      |
| Daniel              | [ 2 ]   |      |
| 2003                | [ 2 ]   |      |
| Daniel              | [ 2 ]   |      |
| 2004                | [ 2 ]   |      |
| Leonardo            | [ 2 ]   |      |
| 2005                | [ 2 ]   |      |
| Fábio Júnior        | [ 2 ]   |      |
| 2006                | [ 2 ]   |      |
| Leonardo            | [ 2 ]   |      |
| 2007                | [ 2 ]   |      |
| Daniel              | [ 2 ]   |      |
| Fábio Júnior        | [ 2 ]   |      |
| Zeca Pagodinho      | [ 2 ]   |      |
| 2008                | [ 2 ]   |      |
| Seu Jorge           | [ 2 ]   |      |
| Daniel              | [ 2 ]   |      |
| Zeca Pagodinho      | [ 2 ]   |      |
| 2009                | [ 2 ]   |      |
| Padre Fábio de Melo | [ 2 ]   |      |
| Daniel              | [ 2 ]   |      |
| Seu Jorge           | [ 2 ]   |      |

### Década de 2010
| Ano            | Artista       | Ref.                             |
| -------------- | ------------- | -------------------------------- |
| 2010           |               |                                  |
| Luan Santana   | [ 2 ]         |                                  |
| Diogo Nogueira | [ 2 ]         |                                  |
| Fiuk           | [ 2 ]         |                                  |
| 2011           | [ 2 ]         |                                  |
| Luan Santana   | [ 2 ]         |                                  |
| Michel Teló    | [ 2 ]         |                                  |
| Seu Jorge      | [ 2 ]         |                                  |
| 2012           | [ 2 ]         | A categoria não foi apresentada. |
| 2013           | [ 2 ]         |                                  |
| Luan Santana   | [ 6 ] [ 7 ]   |                                  |
| Daniel         | [ 6 ] [ 7 ]   |                                  |
| Thiaguinho     | [ 6 ] [ 7 ]   |                                  |
| 2014           | [ 6 ] [ 7 ]   |                                  |
| Luan Santana   | [ 8 ] [ 9 ]   |                                  |
| Lucas Lucco    | [ 8 ] [ 9 ]   |                                  |
| Thiaguinho     | [ 8 ] [ 9 ]   |                                  |
| 2015           | [ 8 ] [ 9 ]   |                                  |
| Luan Santana   | [ 10 ] [ 11 ] |                                  |
| Lucas Lucco    | [ 10 ] [ 11 ] |                                  |
| Thiaguinho     | [ 10 ] [ 11 ] |                                  |
| 2016           | [ 10 ] [ 11 ] |                                  |
| Luan Santana   | [ 12 ] [ 13 ] |                                  |
| Tiago Iorc     | [ 12 ] [ 13 ] |                                  |
| Wesley Safadão | [ 12 ] [ 13 ] |                                  |
| 2017           | [ 12 ] [ 13 ] |                                  |
| Luan Santana   | [ 14 ] [ 15 ] |                                  |
| Nego do Borel  | [ 14 ] [ 15 ] |                                  |
| Wesley Safadão | [ 14 ] [ 15 ] |                                  |
| 2018           | [ 14 ] [ 15 ] |                                  |
| Luan Santana   | [ 16 ] [ 17 ] |                                  |
| Ferrugem       | [ 16 ] [ 17 ] |                                  |
| Gusttavo Lima  | [ 16 ] [ 17 ] |                                  |
| 2019           | [ 16 ] [ 17 ] |                                  |
| Luan Santana   | [ 18 ]        |                                  |
| Dilsinho       | [ 18 ]        |                                  |
| Ferrugem       | [ 18 ]        |                                  |

## Estatísticas e recordes
| Descrição                                          | Cantor | Cantor |
| -------------------------------------------------- | --- | ------ |
| Cantores com mais prêmios                          | Luan Santana (9 vezes consecutivas) e Daniel (4)                                                                                    |        |
| Cantores com mais indicações                       | Luan Santana (9), Daniel (7), Seu Jorge (3), Thiaguinho (3), Zeca Pagodinho (2), Lucas Lucco (2), Fábio Jr. (2), Wesley Safadão (2) |        |
| Cantores com mais indicações sem nunca ter ganhado | Thiaguinho (3), Wesley Safadão (2), Lucas Lucco (2), Zeca Pagodinho (2)                                                             |        |
| Cantor mais jovem a ganhar                         | Luan Santana aos 19 anos (2010) |        |
| Cantor mais velho a ganhar                         | Agnaldo Rayol aos 61 anos (1999) |        |